# Tomáš Kovács
Tomáš Kovács, även känd under smeknamnet Tomi „Kid“ Kovács född 20 juni 1977 i Galanta, är en slovakisk professionell boxare. På sina första 19 matcher vann han samtliga och varav tretton på knockout. Inom sin viktklass, lätt tungvikt, är Kovács bäst i Slovakien och 85:e i världen.